# Lineatriton
Lineatriton é um género de anfíbios caudados pertencente à família Plethodontidae.

## Espécies
- Lineatriton lineolus
- Lineatriton orchileucos
- Lineatriton orchimelas